# Vaalogonopodidae
Vaalogonopodidae é uma família de milípedes pertencente à ordem Polydesmida.
Géneros:
- Phygoxerotes Verhoeff, 1939
- Vaalogonopus Verhoeff, 1940